# Machika
Machika è un singolo del cantante colombiano J Balvin, del cantante arubano Jeon e della cantante brasiliana Anitta, pubblicato il 19 gennaio 2018 come secondo estratto dal quarto album in studio di J Balvin Vibras.

## Video musicale
Il video musicale, diretto da 36 Grados, è stato reso disponibile il 19 gennaio 2018 in concomitanza con l'uscita del singolo.

## Tracce
Testi e musiche di José Balvin, Larissa Machado, Jonathan Bryan Thiel e DJ Chuckie.
Download digitale
1. Machika – 3:01

Download digitale – Dillon Francis Remix
1. Machika (Dillon Francis Remix) – 3:38

Download digitale – Remix
1. J Balvin, G-Eazy e Sfera Ebbasta – Machika (feat. Anitta, MC Fioti, Duki & Jeon) – 4:51

## Formazione
Musicisti
- J Balvin – voce
- Jeon – voce
- Anitta – voce

Produzione
- Childsplay – produzione
- DJ Chuckie – produzione
- Dave Kutch – mastering
- Josh Gudwin – missaggio

## Classifiche
| Classifica (2018) | Posizione massima |
| ----------------- | ----------------- |
| Belgio (Vallonia) | 79                |
| Brasile           | 99                |
| Colombia          | 16                |
| Italia            | 14                |
| Portogallo        | 32                |
| Spagna            | 14                |
| Stati Uniti       | 116               |
| Svizzera          | 94                |